# Evenwichtsreactie
Een evenwichtsreactie is een chemische reactie waarbij zowel een heengaande als een teruggaande reactie met een gelijke snelheid verlopen. De bijbehorende toestand, het chemisch evenwicht, impliceert dat de concentraties van de verschillende stoffen constant blijven.
Wanneer een chemische reactie een evenwichtsreactie is, wordt dit in de reactievergelijking aangegeven met dubbele pijl ({\displaystyle \rightleftarrows } of {\displaystyle \rightleftharpoons }) in plaats van met de klassieke reactiepijl ({\displaystyle \longrightarrow }), die een aflopende reactie symboliseert.

## Eenvoudig voorbeeld
Een eenvoudig voorbeeld is de evenwichtsreactie in water. Chemisch zuiver water zal de neiging hebben om te dissociëren in H+ (een waterstofion, ofwel een proton) en OH− (een hydroxide-ion), volgens de reactie:
{\displaystyle {\ce {H2O -> H+ + OH-}}}
Aangezien het proton in werkelijkheid niet vrij in water beweegt, maar gesolvateerd is onder de vorm van het hydroxoniumion (H3O+), kan de bovenstaande reactie beter herschreven worden tot:
{\displaystyle {\ce {2H2O -> H3O+ + OH-}}}
Het ontstane hydroxoniumion is een zwak zuur en het hydroxide-ion is de geconjugeerde base van water. Hoe meer protonen en hydroxide-ionen er ontstaan, des te groter de kans dat zij opnieuw recombineren tot water:
{\displaystyle {\ce {H3O+ + OH- -> 2H2O}}}
Er zal uiteindelijk een evenwicht ontstaan tussen water en de beide ionen, dat te noteren is met de volgende evenwichtsreactie:
{\displaystyle {\ce {2H2O\ _{\longrightarrow }^{\longleftarrow }\ {H3O+}+OH-}}}
Deze specifieke evenwichtsreactie wordt de autoprotolyse van water genoemd.

## Evenwichtsconstante
Voor een gegeven evenwichtsreactie
{\displaystyle {\ce {aA + bB <=> cC + dD}}}
wordt de evenwichtsconstante Ke gedefinieerd als:
{\displaystyle K_{e}={\frac {[C]_{e}^{c}[D]_{e}^{d}}{[A]_{e}^{a}[B]_{e}^{b}}}}
waarin [C]ce de ogenblikkelijke concentratie van reactieproduct C bij evenwicht in het evenwichtsreactiemengsel beschrijft. Deze betrekking is echter thermodynamisch van aard en kan ook in kinetische vorm worden geschreven als:
{\displaystyle K_{e}={\frac {k_{1}}{k_{2}}}}
Hierbij stelt k1 de reactiesnelheidsconstante van de heengaande reactie en k2 die van de teruggaande reactie voor.
De waarde van Ke (in thermodynamische vorm) is onafhankelijk van de aanwezigheid van een katalysator (omdat deze enkel de reactiesnelheid beïnvloedt), maar wel afhankelijk van de temperatuur. Voor een constante temperatuur is Ke een constante.